# コディ・アンダーソン (野球)
コディ・アンドリュー・アンダーソン（Cody Andrew Anderson, 1990年9月14日 - ）は、アメリカ合衆国カリフォルニア州プラマス郡クインシー出身の元プロ野球選手（投手）。右投右打。

## 経歴

### プロ入り前
フェザー・リバー短期大学時代は外野手兼リリーフ投手としてプレーしていた。2010年のMLBドラフト17巡目（全体521位）でタンパベイ・レイズから指名されたが、この時は入団しなかった。

### プロ入りとインディアンス時代
2011年のMLBドラフト14巡目（全体428位）でクリーブランド・インディアンスから指名され、プロ入り。契約後、傘下のA-級マホーニングバレー・スクラッパーズでプロデビュー。3試合（先発1試合）に登板して防御率1.80・3奪三振の成績を残した。
2012年はA級レイクカウンティ・キャプテンズでプレーし、24試合（先発23試合）に登板して4勝7敗・防御率3.20・72奪三振の成績を残した。
2013年はA+級カロライナ・マドキャッツとAA級アクロン・エアロズでプレーし、2球団合計で26試合に先発登板して9勝4敗・防御率2.65・122奪三振の成績を残した。
2014年はAA級アクロン・ラバーダックスでプレーし、25試合に先発登板して4勝11敗・防御率5.44・81奪三振の成績を残した。オフの11月20日に40人枠入りした。
2015年はAA級アクロンで開幕を迎え、AAA級コロンバス・クリッパーズを経て6月21日にメジャー初昇格を果たした。同日のレイズ戦にて先発でメジャーデビュー（結果は7.2回を無失点で勝敗付かず）。9月には5勝0敗・防御率1.38の好成績でピッチャー・オブ・ザ・マンスを受賞した。この年メジャーでは15試合に先発登板して7勝3敗・防御率3.05・44奪三振の成績を残した。
2016年は開幕から先発ローテーション入りするも結果を残せず、AAA級コロンバスへの降格が6度もあった。この年は19試合（先発9試合）に登板して2勝5敗・防御率6.68・54奪三振の成績を残した。オフには右肘関節鏡視下手術を受けた。

### マリナーズ時代
2020年2月17日にマイナー契約でシアトル・マリナーズへ移籍した。シーズン前に放出された。

## 投球スタイル
速球とチェンジアップ、カッターを主体に投げる。速球はフォーシームで握っても沈む軌道になるクセ球で打球がゴロになりやすい。

## 詳細情報

### 年度別投手成績
| 年 度    | 球 団    | 登 板 | 先 発 | 完 投 | 完 封 | 無 四 球 | 勝 利 | 敗 戦 | セ 丨 ブ | ホ 丨 ル ド | 勝 率 | 打 者 | 投 球 回 | 被 安 打 | 被 本 塁 打 | 与 四 球 | 敬 遠 | 与 死 球 | 奪 三 振 | 暴 投 | ボ 丨 ク | 失 点 | 自 責 点 | 防 御 率 | W H I P |
| -------- | -------- | ----- | ----- | ----- | ----- | -------- | ----- | ----- | -------- | ----------- | ----- | ----- | -------- | -------- | ----------- | -------- | ----- | -------- | -------- | ----- | -------- | ----- | -------- | -------- | ------- |
| 2015     | CLE      | 15    | 15    | 1     | 0     | 1        | 7     | 3     | 0        | 0           | .700  | 365   | 91.1     | 77       | 9           | 24       | 1     | 1        | 44       | 0     | 1        | 32    | 31       | 3.05     | 1.11    |
| 2016     | CLE      | 19    | 9     | 0     | 0     | 0        | 2     | 5     | 0        | 0           | .286  | 270   | 60.2     | 85       | 13          | 13       | 3     | 1        | 54       | 5     | 0        | 45    | 45       | 6.68     | 1.62    |
| 2019     | CLE      | 5     | 2     | 0     | 0     | 0        | 0     | 1     | 0        | 0           | .000  | 46    | 8.2      | 12       | 1           | 8        | 0     | 1        | 9        | 3     | 0        | 9     | 9        | 9.35     | 2.31    |
| MLB：3年 | MLB：3年 | 39    | 26    | 1     | 0     | 1        | 9     | 9     | 0        | 0           | .500  | 681   | 160.2    | 174      | 23          | 45       | 4     | 3        | 107      | 8     | 1        | 86    | 85       | 4.76     | 1.36    |

- 2019年度シーズン終了時

### 年度別守備成績
| 年 度 | 球 団 | 投手（P） | 投手（P） | 投手（P） | 投手（P） | 投手（P） | 投手（P） |
| 年 度 | 球 団 | 試 合     | 刺 殺     | 補 殺     | 失 策     | 併 殺     | 守 備 率  |
| ----- | ----- | --------- | --------- | --------- | --------- | --------- | --------- |
| 2015  | CLE   | 15        | 8         | 15        | 0         | 1         | 1.000     |
| 2016  | CLE   | 19        | 4         | 4         | 1         | 2         | .889      |
| 2019  | CLE   | 5         | 0         | 1         | 0         | 0         | 1.000     |
| MLB   | MLB   | 39        | 12        | 20        | 1         | 3         | .970      |

- 2019年度シーズン終了時

### 表彰
- ピッチャー・オブ・ザ・マンス：1回 （2015年9月）

### 背番号
- 56（2015年 - 2019年）